# Lecanidion maurum
Lecanidion maurum är en svampart som först beskrevs av William Phillips, och fick sitt nu gällande namn av Pier Andrea Saccardo 1889. Lecanidion maurum ingår i släktet Lecanidion och familjen Patellariaceae.   Inga underarter finns listade i Catalogue of Life.